# Csoporthatás
A matematikában általában azt mondjuk, hogy egy csoport hat egy téren vagy halmazon, ha a ható csoport megfeleltethető a halmaz transzformációinak valamely részcsoportjával. A csoporthatások egy objektum szimmetriáinak a vizsgálatának igen hatékony segédeszközéül szolgálnak, ugyanakkor a struktúrák invariánsainak a megkeresésében is kapóra jöhetnek, mint például bizonyos topologikus terek fundamentális csoportjának a kiszámításakor.

## Definíció
G csoport (balról) hat X halmazon, ha G minden eleme egy
{\displaystyle X\rightarrow X} bijekció.
G egységeleme X-en az identitás:
{\displaystyle 1x=x\;(\forall x\in X)}
Teljesül az alábbi asszociativitás:
{\displaystyle \varphi (\psi x)=(\varphi \psi )x\;\;(\forall x\in X)(\forall \varphi ,\psi \in G)}

## Pálya és stabilizátor
Ha G hat X-en, akkor valamely X-beli x pont pályáján, avagy orbitján
{\displaystyle Gx=\{\varphi x|\varphi \in G\}}
halmazt értjük. Ha y rajta van x pályáján, azaz
{\displaystyle y=g\,x}, akkor
{\displaystyle x=g^{-1}\,y}, tehát x is rajta van y pályáján.
Hasonlóan ellenőrizhető, hogy, ha y rajta van x, és z rajta van y pályáján, akkor z rajta van x pályáján. Figyelembe véve, hogy az egységelem mindent saját magába visz, ezek alapján kijelenthetjük, hogy X-et particionálják a G általi pályák.
Egy X-beli x pont stabilizátorának G azon elemeinek halmazát nevezzük, amelyek x-et fixen hagyják. Nyilvánvaló, hogy tetszőleges x pont {\displaystyle S_{x}} stabilizátora részcsoportja G-nek. Tekintsük {\displaystyle S_{x}} bal oldali mellékosztályait. Legyen {\displaystyle \pi '\in \pi S_{x}}, ekkor
{\displaystyle \pi '=\pi \sigma \;(\sigma \in S_{x})}
{\displaystyle \pi '\,x=\pi \sigma \,x=\pi \,x}
Így {\displaystyle S_{x}} bármely mellékosztályának tetszőleges két eleme x-et ugyanoda viszi.
Most tegyük fel, hogy
{\displaystyle \pi \,x=\pi '\,x} .
Ekkor legyen:
{\displaystyle \sigma =\pi ^{-1}\pi '} . Így
{\displaystyle \sigma \,x=\pi ^{-1}\pi '\,x=\pi ^{-1}\,\pi x=x},
tehát {\displaystyle \sigma } benne van x stabilizátorában, és
{\displaystyle \pi '=\pi \sigma }, azaz
{\displaystyle \pi '\in \pi S_{x}}.
Így x stabilizátorának minden mellékosztálya x pályájának egy elemének az ősképe. Ebből következik, hogy {\displaystyle S_{x}} indexe x pályájának az elemszáma. Ezt beírva Lagrange tételébe, kapjuk a következő, pálya-stabilizátor tétel néven ismert azonosságot:
{\displaystyle |Gx|\cdot |S_{x}|=|G|}.
Ha két pont stabilizátora konjugált, akkor azt mondjuk, hogy hasonló a pályájuk.

### Burnside-lemma
A pálya-stabilizátor tétel hasznos következménye a Burnside-lemma. Ha G csoport hat X halmazon, akkor a csoportbéli transzformációk fixpontjainak az összegét kiszámolhatjuk úgy is, hogy minden pontnál megszámoljuk, hogy hány transzformációnak a fixpontja. Jelölje P a G általi pályák halmazát:
{\displaystyle \sum _{x\in X}|S_{x}|=\sum _{x\in X}{\frac {|G|}{|Gx|}}=\sum _{p\in P}\sum _{x\in p}{\frac {|G|}{|p|}}=|G|\sum _{p\in P}{\frac {|p|}{|p|}}=|G|\cdot |P|}
Ezt rendezve kapjuk a Burnside-lemmát:
{\displaystyle {\frac {1}{|G|}}\sum _{x\in X}|S_{x}|=|P|},
ami a bevezetésben foglaltak szerint azt jelenti, hogy egy csoporthatás transzformációi fixpontjainak az átlagos száma éppen a csoport általi pályák száma.